# 宮良長包

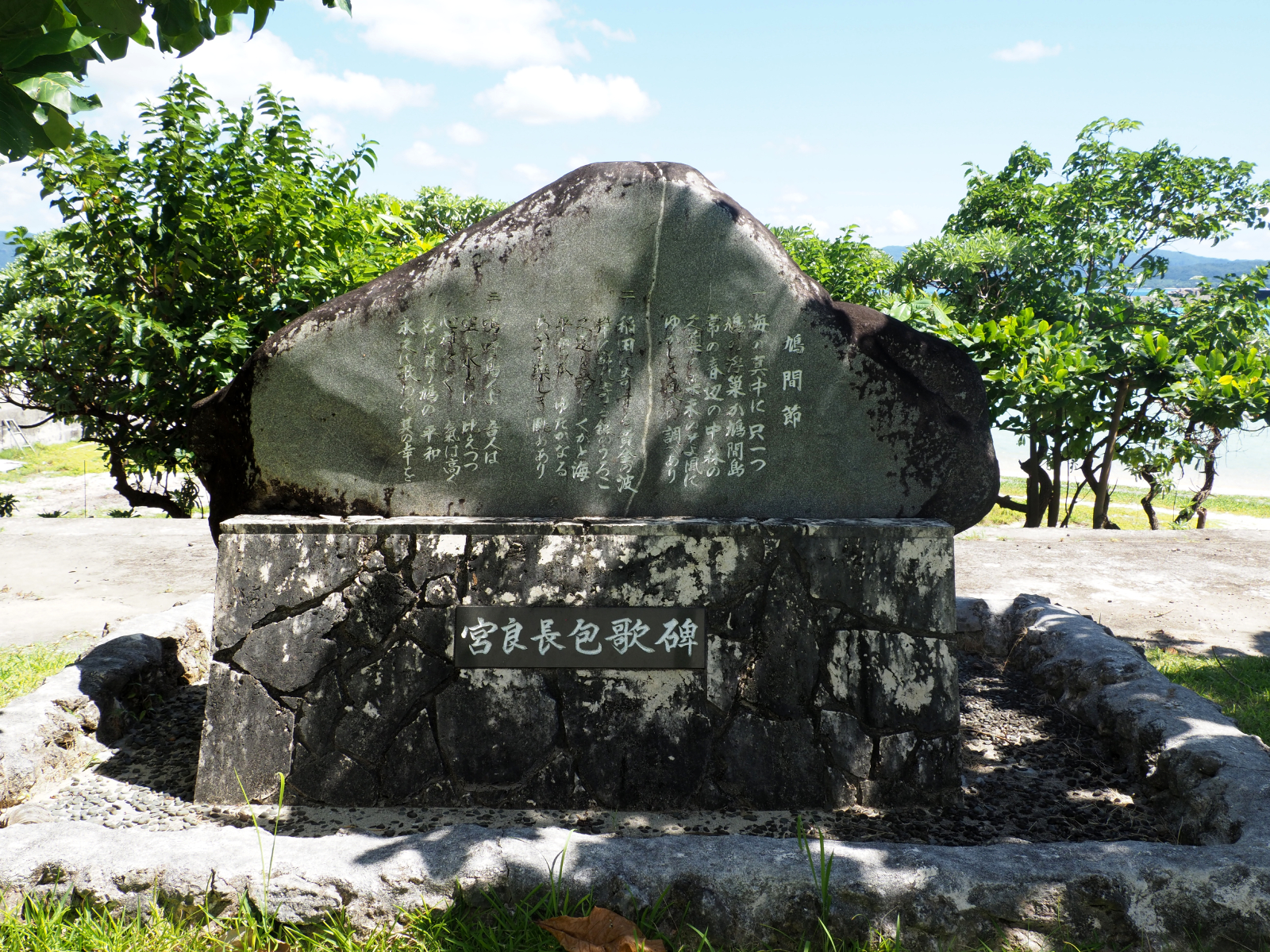
宮良長包歌碑（沖縄県鳩間島）
作詞・作曲した鳩間節の歌詞が刻まれている

宮良 長包（みやら ちょうほう、1883年3月18日 - 1939年6月29日）は、20世紀前半の日本の作曲家、教育者。沖縄県八重山郡石垣町（現・石垣市）出身、石垣市名誉市民。

## 来歴
1883年（明治16年）石垣町新川に生まれる。宮良家は音楽的才能に恵まれ、長包の叔父・長次は、八重山民謡の代表として広く愛唱されている「トバラーマ（とぅばらーま）」の名歌手で、長包の妹・ヌヘマは1935年（昭和10年）にコロムビア・レコードで八重山民謡を録音している。
石垣南尋常小学校、八重山島高等小学校を経て、1903年（明治36年）、首里の沖縄師範学校に入学。卒業後、八重山高等小学校（現：石垣市立登野城小学校）訓導として教育者となる。後年、沖縄県民としては初めて県師範学校の唱歌担当教諭に迎えられ、そこで晩年まで教育活動に従事した。
教育実践の一環として作曲活動にも着手し、推測では70曲余の作品を残したとされる。その多くは、師範学校在職中の1921年から1938年にわたり作曲され、長包自身あるいは師範校音楽部員等の演奏によって県下に紹介された。数曲の単独出版のほかに、曲集として『盾里古城』（共益商社、1932年頃）『琉球の新民謡』（大阪開成館、1936年）が出版された。しかし、未出版を含む作品総70曲余の手稿譜のほとんどが第二次世界大戦中の沖縄戦によって焼失し、現在入手できる作品は36曲にすぎない。

## 作品の特徴
宮良の作品は「旋律基雛の音階は、長調閑については、沖縄・本土諸音階の混同があり、短調（系）については、本土芸術歌謡の影響が強い」「旋律、伴奏も含め覇楽曲購成法は、沖縄音楽の特質を反映する」「リズム現象は、沖縄音楽の特質を直接反映する」「伴奏の発想は対沖縄音楽、特に八重山古謡の特質に根差す」「歌唱旋律の偏重が支配的である」という特徴を持つ。
また、「宮良長包の詩に対する指向や嗜好は『侘しい、寂しい』等のネガテイヴな面に大きく傾いている。宮良作品を『南国的で明るい』とするのは勘違いか、皮相的にしか捉えてないからだ」とも言われる。

## 著書・伝記
- 『宮良長包作曲全集 生誕120年記念』大山伸子編・校訂、琉球新報社、2003年
  - 増補改訂『宮良長包作曲全集』同、2023年
- 『宮良長包著作集 沖縄教育音楽論』三木健・大山伸子編著、ニライ社、2004年2月
- 大山伸子『宮良長包作品解説全集』琉球新報社、2023年11月